# Ханой
Хано́й (вьет. Hà Nội, тьы-ном 河內, дословно «город между рек» или «(место) окружённое рекой») — столица Вьетнама и второй по численности населения город страны. Главный политический, образовательный и культурный центр страны и второй по значению промышленный центр (после Хошимина). С 1902 по 1945 год — столица Французского Индокитая, с 1954 по 1976 год — Демократической Республики Вьетнам (Северного Вьетнама).

## Этимология
Город основан в V веке, название Хано́й (Hà Nội) происходит от вьетнамских слов hà — «река», nội — «внутри», то есть «внутри рек», что отражает расположение города между реками Хонгха и Толить.

## Расположение
Расположен на берегу реки Хонгха. Географические координаты 21°02′ с. ш. 105°51′ в. д.. Население — 6 448 837 человек (на 2009 год).
1 августа 2008 года площадь Ханоя увеличилась более чем в три раза, так как к городу был присоединён ряд прилегающих провинций и районов. Теперь столица Вьетнама имеет общую площадь порядка 3 345 км², численность населения 6 448 837 человек (2009). Ханой вошёл в число 17 крупнейших по площади городов мира.

## История
История города начинается с 1010 года когда император Ли Тхай То приказал возвести город в окрестностях крепости Дайла и перенести сюда столицу государства Дайковьет из Хоалы. Новый город получил название «Тханглонг» (вьет. Thăng Long, тьы-ном 昇龍, «Взлетающий дракон»). Название «Ханой» стало использоваться с 1831 года по указу императора Минь Манга. Город также носил название Ке-Шо (Kẻ chợ, нормативная транслитерация — «Кетё», буквально «столица»).
Крупный промышленный центр (машиностроительная, химическая, лёгкая промышленность). В 1961—1962 годах генеральный план Ханоя разрабатывался под руководством советского архитектора Игоря Алфёрова.
При помощи ГДР здесь была построена больница (получившая название «больница дружбы Вьетнам — ГДР»). В 1980 году был открыт Центр охраны материнства и детства (построенный по проекту «ГипроНИИздрав» на средства, собранные Международной демократической федерацией женщин).
По сообщению американского журнала для путешественников «Travel + Leisure», в 2006 году Ханой вошёл в список десяти самых привлекательных для иностранных туристов городов Азии.
В старой части города, лежащей между крепостью и Красной рекой, с давних пор проживают ремесленники, кустари, мелкие торговцы. Многие сохраняют древние традиции различных ремёсел. По названиям улиц можно догадаться о занятии её жителей: Веерная, Ювелирная, Парусная, Серебряная, Пеньковая, Шёлковая, Корзинщиков, Кувшинная.
1—10 октября 2010 города в Ханое прошли торжества, связанные с его 1000-летием.

## Климат
Климат Ханоя субэкваториальный. Для него характерен жаркий сезон дождей с апреля по ноябрь и прохладный сухой сезон с декабря по март. Хотя Ханой находится в низких широтах (южнее тропика Рака), за счёт смены направления воздушных масс межсезонные колебания оказываются значительнее, чем во многих регионах на аналогичных широтах. В сезон дождей южные и юго-восточные ветры приносят муссон. Стоит очень душная и жаркая погода, и практически ежедневно выпадают обильные осадки. В сухой сезон дуют преимущественно северные и северо-восточные ветры, которые приносят сухой и относительно прохладный воздух с материка. Осадки в сухой сезон редки.
Средняя температура июля — 29,5 °C, января — 17 °C. Иногда может холодать до 6—7 °C.
| Показатель                    | Янв. | Фев. | Март | Апр. | Май  | Июнь | Июль | Авг. | Сен. | Окт. | Нояб. | Дек. | Год  |
| ----------------------------- | ---- | ---- | ---- | ---- | ---- | ---- | ---- | ---- | ---- | ---- | ----- | ---- | ---- |
| Абсолютный максимум, °C       | 32   | 34,7 | 37,2 | 39   | 40   | 40,8 | 40,1 | 38,2 | 39   | 35,5 | 34,7  | 31,5 | 40,8 |
| Средний суточный максимум, °C | 20,1 | 20,8 | 23,2 | 27,7 | 31,6 | 33,4 | 33,4 | 32,7 | 31,8 | 29,3 | 25,9  | 22,2 | 27,7 |
| Средняя температура, °C       | 17   | 18,3 | 20,5 | 24,3 | 27,6 | 29,5 | 29,5 | 29   | 28   | 25,6 | 22,2  | 18,6 | 24,2 |
| Средний суточный минимум, °C  | 14,9 | 16,3 | 18,6 | 22,2 | 24,9 | 26,8 | 26,9 | 26,5 | 25,6 | 23,2 | 19,6  | 16,1 | 21,8 |
| Абсолютный минимум, °C        | 5    | 6    | 7,4  | 13   | 17,2 | 20   | 22,2 | 22,2 | 17,4 | 14   | 10    | 5    | 5    |
| Норма осадков, мм             | 18   | 25   | 42   | 83   | 200  | 265  | 298  | 312  | 191  | 143  | 58    | 21   | 1655 |
| Источник: Погода и климат     |      |      |      |      |      |      |      |      |      |      |       |      |      |

## Административное деление
Ханой включает в себя 12 городских районов:
- Бадинь — политический центр,
- Бактыльем
- Донгда,
- Каузяй — по имени важного моста,
- Лонгбьен,
- Намтыльем,
- Тэйхо,
- Тханьсуан,
- Хадонг — присоединённый в 2000 г. бывший городок, знаменит производством шёлка «хадонг».
- Хайбачынг — в честь сестёр Чынг,
- Хоангмай,
- Хоанкьем — старый центр города с одноимённым озером,

одну административную единицу первого порядка:
- Шонтэй,

и 17 уездов:
- Бави,
- Данфыонг,
- Донгань,
- Зялам,
- Куокоай,
- Мелинь,
- Мидык,
- Тханьоай,
- Тханьчи,
- Тхатьтхат,
- Тхыонгтин,
- Тьыонгми,
- Фуктхо,
- Фусюен,
- Хоайдык,
- Шокшон,
- Ынгхоа.

## Экономика
В Ханое базируются крупнейшие банки и компании страны — Государственный банк Вьетнама (Хоанкьем), Vietnam Bank for Agriculture and Rural Development (Бадинь), Vietinbank (Хоанкьем), Bank for Investment and Development of Vietnam (Хоанкьем), Vietcombank (Хоанкьем), PetroVietnam (Бадинь), Petrolimex (Лонгбьен), Vietnam Electricity (Бадинь), Vietnam Airlines (Лонгбьен), Viettel Group (Намтыльем), Vietnam Posts and Telecommunications Group (Донгда), Vietnamobile, Vinacomin (Донгда), Vietnam Railway Corporation, Bao Viet Holdings (Хоанкьем), FPT Group (Каузай).

## Достопримечательности
- Президентский дворец — официальная резиденция президента Вьетнама.
- Ханойская цитадель — её центральная часть с башней, над которой развевается флаг, отнесена ЮНЕСКО к памятникам Всемирного наследия.
- Архитектурный ансамбль мавзолея Президента Хо Ши Мина, куда входит Мавзолей Хо Ши Мина, дом на сваях Хо Ши Мина и музей Хо Ши Мина (здание построено в форме цветка лотоса, большинство из экспонатов посвящено Хо Ши Мину, стране и народу Вьетнама)[8]. Также на территории ансамбля находится тысячелетняя Пагода на одном столбе (пагода Моткот), построенная в 1049 году и стоящая на одной каменной колонне посреди квадратного водоёма[8][9].
- Храм литературы — комплекс пагод с парком, первый университет Вьетнама; на 82 плитах-стелах, расположенных на спинах каменных черепах, «высечены имена тех, кто занимал высокие места на государственных экзаменах»[10]. Система стел докторов признана ЮНЕСКО мировым документационным наследием[10].
- Праздник храма сестёр Чынг — национальный праздник-шествие в ханойской общине Мелинь; воспевает «государственный суверенитет, заслуги сестёр Чынг в борьбе за независимость»[11].
- Тай — самое большое озеро в Ханое, находится на северо-западе города. Считается одним из красивейших мест в Ханое. На его берегах находится множество храмовых и дворцовых построек.
- Озеро возвращённого меча
- Вьетнамский музей этнологии
- Музей армии посвящён боевому пути Вооружённых сил Вьетнама. Рядом находится Парк имени Ленина.
- Хоало — музей-тюрьма, в которой содержался экс-кандидат в президенты США Джон Маккейн.
- Дворец культуры и дружбы — самый большой культурный центр Ханоя.

## Образование
- Вьетнамский государственный технический университет им. Ле Куй Дона
- Ханойский медицинский университет

## Спорт
В городе существует футбольный клуб «Ханой» (ранее «T&T»), неоднократно занимавший первое место в V-лиге.
Планировалось, что с 2020 года Ханой будет принимать Гран-при Вьетнама «Формулы-1» — одной из самых элитных автогоночных серий. Соревнования должны были проводиться на трассе, проходящей по улицам города. Однако, из-за пандемии COVID-19 гонка была отменена.

## Галерея
- Жизнь на улицах центрального Ханоя
- Улицы Ханоя
- Озеро Хоанкьем
- Река Хонгха (Красная) в черте города
- Bắc Bộ Phủ
- Национальный музей искусств
- Современная архитектура
- Ночные виды
- Мавзолей Хо Ши Мина